# Forever Young (canção de Blackpink)
"Forever Young" é uma canção gravada pelo grupo feminino sul-coreano Blackpink e é a segunda faixa do primeiro mini-álbum do grupo, Square Up. Foi escrito e produzido por Teddy e Future Bounce.  De acordo com Gaon, a música vendeu mais de 2.500.000 downloads digitais na Coréia, tornando-se a quinta música do grupo a atingir o marco e a segunda a obter a certificação Platinum da Korea Music Content Association (KMCA).
Uma versão japonesa da música foi incluída no primeiro álbum de estúdio japonês do grupo, Blackpink in Your Area.

## Antecedentes e composição
A música foi gravada em 2015, antes da estreia oficial de Blackpink em agosto de 2016. Um vídeo do Instagram datado em 15 de novembro de 2015 ressurgiu após o lançamento oficial da música, mostrando um fã do 2NE1 acidentalmente gravando um trecho da faixa então desconhecida de fora de Edifício da YG Entertainment em Seul. O vídeo apresenta os membros Rosé e Lisa cantando suas falas do primeiro verso. 
"Forever Young" foi escrita e produzida por Teddy e Future Bounce.  Com duração de três minutos e cinquenta e sete segundos.  Tamar Herman, da Billboard, caracterizou "Forever Young" como uma música praiana baseada em moombahton, na qual eles declaram que Blackpink é "a revolução". Ela também observou o uso de palavrões em inglês na música, que ela chamou de uma raridade na música produzida por grupos femininos de K-pop. 

## Dance practice video
Em 20 de junho de 2018, o vídeo de dance practice de "Forever Young" foi lançado no canal oficial do Blackpink no YouTube. Em fevereiro de 2021, tinha mais de 170 milhões de visualizações e 2,8 milhões de curtidas no YouTube. 

## Desempenho comercial
A canção alcançou a posição #2 no Gaon Digital Chart e permaneceu na parada por 25 semanas. A música também alcançou a posição #2 na maioria das paradas em tempo real na Coréia, principalmente no MelOn. Ele também alcançou as posições 2, 4, 10 e 36 no K-pop Hot 100, na parada Billboard World Digital Song Sales, na parada RMNZ Hot Singles e na Billboard Japan Hot 100, respectivamente.
A música foi certificada como platina (download) pela Gaon e KMCA, por vender 2,5 milhões de downloads digitais.

## Performances ao vivo
Forever Young participou do setlist da Blackpink Arena Tour no Japão e da Blackpink World Tour [In Your Area]. Durante o SBS Gayo Daejeon 2018, realizado em 25 de dezembro de 2018, Blackpink executou um medley de "Solo", "Ddu-Du Ddu-Du" e "Forever Young".  Em 12 de fevereiro de 2019, Blackpink tocou "Forever Young" ao lado de Ddu-Du Ddu-Du no Good Morning America e em 23 de janeiro de 2019 no 8º Gaon Chart Music Awards.  A música foi tocada durante a apresentação do grupo no Coachella Valley Music and Arts Festival 2019 como parte de sua setlist de 11 músicas. 

## Versão japonesa
O primeiro álbum japonês do Blackpink, Blackpink in Your Area, foi lançado digitalmente em 23 de novembro de 2018 e fisicamente em 5 de dezembro, o álbum incluí a versão em japonês de "Forever Young". 

## Prêmios e indicações
| Ano  | Prêmio                      | Categoria               | Resultado | Ref.   |
| ---- | --------------------------- | ----------------------- | --------- | ------ |
| 2019 | 8th Gaon Chart Music Awards | Song of the Year – June | Indicado  | [ 13 ] |

## Créditos e personnel
Créditos adaptados de Tidal. 

### Personnel
- Blackpink - Vocais
- Teddy - Letrista, compositor, arranjador
- Future Bounce - Compositor, arranjador
- R. Tee - Arranjador

## Gráficos

### Weekly charts
| Gráfico (2018)                      | Melhor posição |
| ----------------------------------- | -------------- |
| Japão(Japan Hot 100)                | 36             |
| Hot Singles da Nova Zelândia (RMNZ) | 10             |
| Malásia (RIM)                       | 5              |
| Cingapura (RIAS)                    | 2              |
| Coreia do Sul (Hot 100)             | 2              |
| Coreia do Sul(Gaon)                 | 2              |
| US World Digital Songs (Billboard)  | 4              |

### Gráficos mensais
| Gráficos (2018)      | Melhor posição |
| -------------------- | -------------- |
| Coréia do Sul (Gaon) | 6              |

### Gráficos de fim de ano
| Gráficos (2018)      | Posição |
| -------------------- | ------- |
| Coréia do Sul (Gaon) | 32      |
| Grafícos (2019)      | Posição |
| Coréia do Sul (Gaon) | 176     |

## Certificações
| Região                                               | Certificação | Unidades/vendas certificadas |
| ---------------------------------------------------- | ------------ | ---------------------------- |
| Coreia do Sul (KMCA)                                 | Platina      | 2,500,000*                   |
| Streaming                                            |              |                              |
| Coreia do Sul (KMCA)                                 | Platina      | 100,000,000*                 |
| * Números de vendas baseados apenas na certificação. |              |                              |

## Histórico de lançamento
| Região | Data                | Formato                     | Gravadora                     | Ref.   |
| ------ | ------------------- | --------------------------- | ----------------------------- | ------ |
| Vários | 15 de junho de 2018 | Digital download, streaming | YG Entertainment, Genie Music | [ 22 ] |